# Ивановская (станица)
Ивановская — станица в Красноармейском районе Краснодарского края.
Административный центр Ивановского сельского поселения.

## География
Станица Ивановская расположена в северо-западной части Краснодарского края на Кубано-Приазовской низменности в 48 километрах от краевого центра, вдоль трассы Темрюк –Краснодар -Кропоткин. Удалённость от райцентра - станицы Полтавской – 28 километров. До ближайшей железнодорожной станции –Ангелинская -11 километров.
Ивановская расположена на обоих берегах лимана Великого. Большая часть станицы лежит на высоте 6-9 метров над уровнем моря. Расположена станица в области умеренно–континентального климата. Ивановская находится в степной зоне . Разнотравно-ковыльная, в прошлом, степь распахана.
Площадь территории поселения составляет 20059 гектара, в том числе населённого пункта – 1715 гектар.Численность населения 9981 человек. На территории поселения имеется 3786 дворов , которые расположены  на 83 улицах.  Протяженность дорог составляет 135.3 км.
Протяжённость границ Ивановского сельского поселения составляет 64,2 км. Поселение граничит с землями Новомышастовского, Октябрьского, Старонижестеблиевского поселения и Калининского района.

## История
Станица Ивановская основана в 1794 году. Современное название станица получила с 1842 года. До 1809 года называлась куренем Ивонивским. Название было перенесёно с куреня Запорожской Сечи. Ивановскому куреню жребий выпал селиться на берегах Сухого лимана (впоследствии он был назван казаками Великим) «при Таманском почтовом тракте». Прибыл курень на место поселения в мае 1794 года. Привел его Карп Несвит. Прибыло 364 человека.
Казаки соорудили укрепления, крепкие дубовые ворота, сторожевые вышки. Начали обрабатывать земли, строить жилища.
В 1797 году была освящена церковь Сретения Господня, а в 1912 году построено величавое кирпичное здание.  Архитектор Турищев Василий Спиридонович (1875-1920), уроженец станицы Ильинской.
В 1886 году была возведена церковь во имя иконы «Всех скорбящих Радость». При этих церквях были церковно-приходские школы.
С начала заселения началась прокладка гатей, проведение дорог, строительство греблей и мостов.
Первоначально основным видом хозяйственной деятельности было животноводство. Почти с начала 19 века ведущим стало земледелие.
По-настоящему благоустройство станицы и земельных наделов, развитие хозяйства, началось после окончания русско-турецкой войны.
В «Сборнике материалов для описания местностей и племён Кавказа», изданном в городе Тифлисе в 1889 году, сообщалось, что станица Ивановская славилась кожевенным, кузнечным, бондарным, шерстобитным, верёвочным, портняжным, сапожным, печным, слесарным, гончарным и ткацким производствами. Славилась станица и производством обожжённого кирпича и черепицы.
Упорство и трудолюбие казаков превратили то, некогда гиблое место, в благодатный край. Были распаханы земли и заколосились поля, зазеленели сады и виноградники. Во дворах появились пасеки, скот, свиньи, птица.
В 1820 году вместе с семьёй генерала Н. Н. Раевского по дороге в Крым её посетил Александр Сергеевич Пушкин.
В 1840—1841 годах в Тенгинском полку служил поручик М. Ю. Лермонтов. Первый день последнего года своей жизни он встретил в Ивановской в кругу офицеров полка.
После каторжных работ в Сибири в станице Ивановской в ссылке были декабристы: Бестужев-Марлинский А. А., Лорер Н. И., Кривцов С. И. В конце XIX — начале XX века в станице жил и работал писатель—самоучка Седин М. Н. Имена А. С. Пушкина, М. Ю. Лермонтова, М. Н. Седина носят улицы станицы.
На Ивановских землях была заложена первая в крае рисовая система. В 1929 году начальником Плавстроя — Кубрисстроя был назначен герой гражданской войны Дмитрий Петрович Жлоба.
На территории станицы Ивановской находится 16 древних меотских курганов, привлекающих интерес специалистов—историков. В 2004 году выявлен ещё один памятник археологии —  золото ордынское поселение Шакрак (XI—XV в. в.).
В годы Великой Отечественной войны от немецко-фашистских захватчиков станица была освобождена 23 февраля 1943 года воинами 2-й гвардейской 295-й и 389-й стрелковых дивизий 37-й армии. За 1941—1945 годы под боевые знамёна встало 3618 жителей станицы. Каждый четвёртый не вернулся домой.
В станице базировался 46 гвардейский Таманский женский авиационный полк орденов Суворова и Боевого Красного знамени легких ночных бомбардировщиков. Полк располагался в станице с мая по сентябрь 1943 года, нанося удары по укреплениям «Голубой линии». Жители станицы гордятся своими героями и помнят их.
Звание героя Советского Союза было присвоено троим жителям станицы — Горбачеву Ивану Петровичу, Ляху Даниилу Пантелеевичу, Клюкину Василию Степановичу. Уроженец станицы Ивановской Горбонос Дмитрий Савельевич — полный кавалер ордена Славы.
В Ивановской родился и рос прославленный селекционер-академик Лукьяненко Павел Пантелеймонович — дважды Герой Социалистического Труда, создатель новых высокоурожайных сортов пшеницы: Безостая — I, Аврора, Кавказ и др.
Бронзовый бюст Лукьяненко П.П установлен в Краснодарском научно-исследовательском институте сельского хозяйства, который носит его имя. Мраморный бюст установлен в станице Ивановской.
За высокие показатели в сельскохозяйственном производстве жители станицы Шабунько В. Г., Горб А. П., Тимофеенко И. И., Коваленко И. И., Филиппенко В. Г. награждены Орденом Ленина.

## Население
| 1939   | 1959    | 1979  | 1989  | 2002  | 2010  | 2012  | 2013  | 2014  |
| ------ | ------- | ----- | ----- | ----- | ----- | ----- | ----- | ----- |
| 12 752 | ↘11 073 | ↘9841 | ↘8731 | ↗9295 | ↗9473 | ↗9594 | ↗9665 | ↗9678 |
| 2015   | 2016    | 2017  | 2018  | 2019  | 2020  | 2021  | 2023  |       |
| ↘9591  | ↗9682   | ↘9671 | ↗9703 | ↗9707 | ↘9643 | ↗9669 | ↗9729 |       |

## Административное деление
Населенных пунктов числится два: станица Ивановская, включая хутор Государственный кирпичный завод (13 чел.) и хутор Балка Косатая, где некогда проживало более 200 человек, но в 1993 году хутор окончательно обезлюдел.

## Экономика
Наиболее крупные хозяйства, расположенные на территории сельского поселения:
- ООО "СХП им. Лукьяненко";
- 7 небольших фермерских хозяйств.

## Инфраструктура
В станице имеются: Дом культуры, школа искусств, 3 средних общеобразовательных школы и 4 детских дошкольных учреждения.

## Достопримечательности
- На территории Ивановской находятся 16 древних скифских курганов, привлекающих интерес специалистов — историков.
- В 2009 году археологи обнаружили в окрестностях станицы, на землях бывшей бригады №2 колхоза, город времён Золотой Орды, предположительно носивший название Шакрак и датируемый XIII-XIV веками. Сотрудник Российского научно-исследовательского, руководитель археологической экспедиции Игорь Волков полагает, что Шакрак был большим торговым золотоордынским городом, в котором проживали около 10-15 тысяч человек. Для тех времён - это очень большой город. Тут была развита торговля и различные ремёсла,  также нашли следы металлургического производства, вероятно, здесь также обрабатывали драгоценные металлы. По данным историков, город погиб в 60-х годах XIV века во время гражданской войны в Золотой Орде.
- В станице находится православный храм «Всех Скорбящих Радостей», построенный в 1886 году и вновь отреставрированный на средства прихожан в последние годы.
- В центре станицы есть живописная колокольня разрушенной церкви Сретение Господне.

- В доме (дом не сохранился) напротив нынешней школы №18 размещался штаб  Тенгинского полка, в котором служил М.Ю. Лермонтов. В этом доме он останавливался по пути на Кавказ.
- В станице родился учёный - селекционер, создатель 46 сортов пшеницы, автор 200 научных работ, академик Академии наук СССР и ВАСХНИЛ, дважды Герой Социалистического Труда Лукьяненко Павел Пантелеймонович (1901-1973). Бюст героя стоит в парке.
- По улице Ленина 78 находится дом, в котором жил в 30 годы начинатель рисосеяния Жлоба Д.П.
- Памятник лётчицам 48 гвардейского авиационного полка ночных бомбардировщиков на берегу лимана, где в июле 1943 года полку было вручено гвардейское знамя.
- Мемориальная доска на здании, где располагался штаб 46 авиационного полка, сейчас это детсад №35, ул. Ленина №29.
- В станице Ивановской в 1855 году, в семье дьячка церкви Сретение Господне родился собиратель и популяризатор народных песен Кубани Бигдай Аким Дмитриевич.  В 1992 и 1995 годах были изданы два тома Песен кубанских казаков Бигдая под редакцией художественного руководителя Кубанского академического казачьего хора Захарченко. Эти песни входят репертуар хора.
- 6 сентября 2014 года возле сельского совета открыт Памятный Знак в честь 220-летия основания станицы.

## Известные люди
- Горбачев, Иван Петрович — Герой Советского Союза.
- Горбонос, Дмитрий Савельевич — кавалер трех орденов Славы: 1, 2 и 3 степени.
- Клюкин, Василий Степанович — Герой Советского Союза.
- Лукьяненко, Павел Пантелеймонович — селекционер, академик.
- Лях, Даниил Пантелеевич — Герой Советского Союза.
- Передерий, Степан Дмитриевич — участник Великой Отечественной войны, защитник Краснодара.
- Бигдай Аким Дмитриевич  - собиратель кубанских народных песен.